# Auvers-le-Hamon
Auvers-le-Hamon är en kommun i departementet Sarthe i regionen Pays de la Loire i nordvästra Frankrike. Kommunen ligger i kantonen Sablé-sur-Sarthe som tillhör arrondissementet La Flèche. År 2022 hade Auvers-le-Hamon 1 458 invånare.

## Befolkningsutveckling
Antalet invånare i kommunen Auvers-le-Hamon
| Referens: INSEE |